# Tmarus trifidus
Tmarus trifidus là một loài nhện trong họ Thomisidae.
Loài này thuộc chi Tmarus. Tmarus trifidus được Cândido Firmino de Mello-Leitão miêu tả năm 1929.